# Убсу-Нур
У́бсу-Ну́р (монг. Увс нуур, тув. Успа-Холь), ранее Убса, на современных российских картах после 1989 года также даётся вариант названия Увс-Нуур — озеро в Монголии и России (Республика Тыва, в которой находится небольшой северный фрагмент побережья и акватории озера), самое большое по площади на территории Монголии и самое известное из котловины Больших озёр. С 2003 года оно является составной частью объекта Всемирного наследия ЮНЕСКО Бассейн Убсу-Нур.
На монгольском озеро называется Увс, но в монгольском языке географические объекты произносятся только с уточняющим словом (в данном случае это «нуур» — озеро), а потому название озера всегда звучит «Увс нуур», откуда произошло русское название «Убсу-Нур», таким образом выражение «озеро Убсу-Нур» является, строго говоря, плеоназмом.
Регион озера был заселён несколько тысяч лет назад. Множество курганов, оленных камней, петроглифов и рунических надписей оставили после себя племена кочевников — хунну, монголы и енисейские кыргызы.
Сколько-нибудь значительных поселений на берегу озера нет, крупнейшее поселение в окрестностях озера — административный центр Убсунурского аймака — город Улаангом (27 км на юго-запад от берега озера).

## География

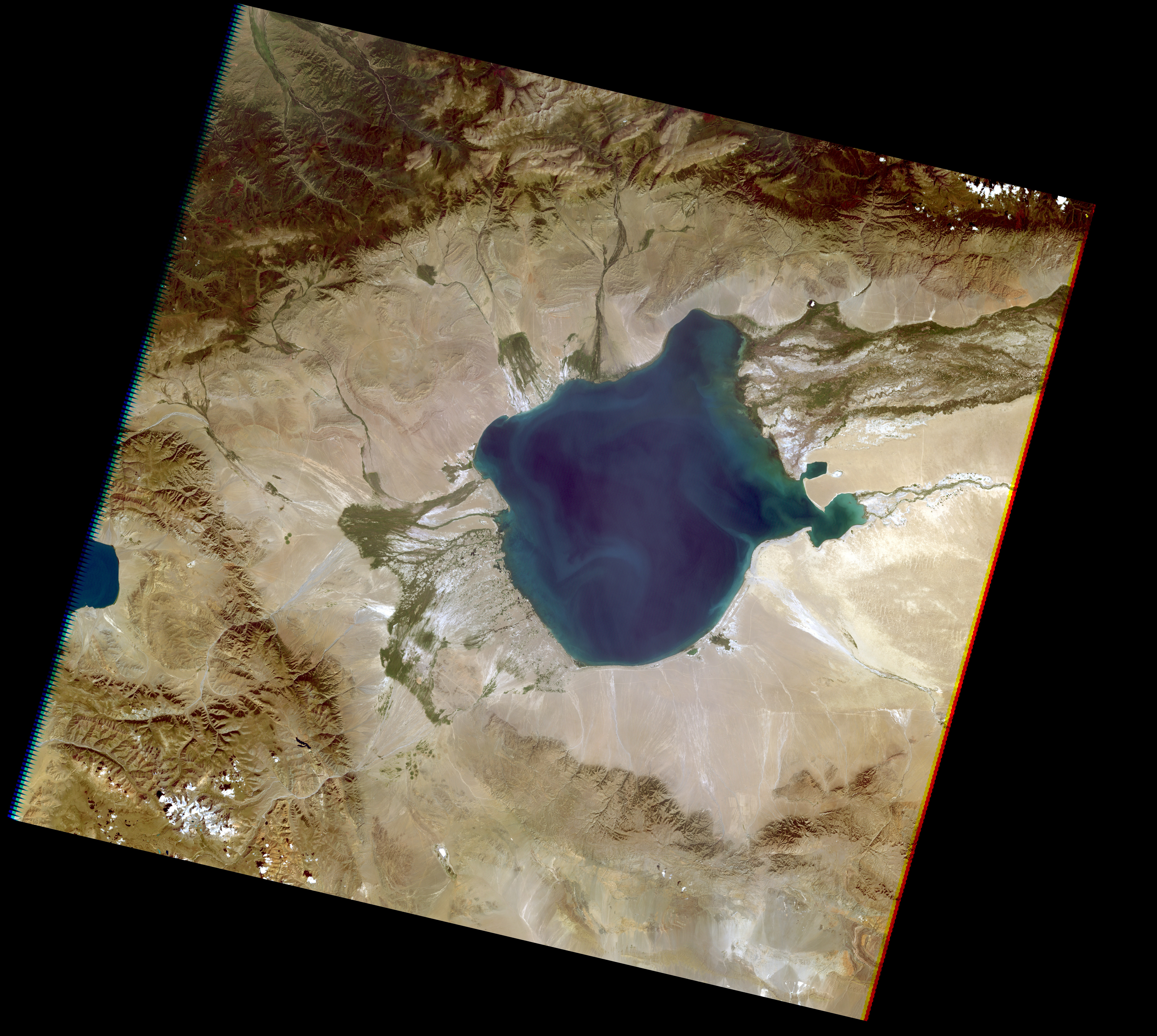
Озеро Убсу-Нур и его окрестности (западная часть Убсунурской котловины). Снимок LandSat-7, август 2002 года

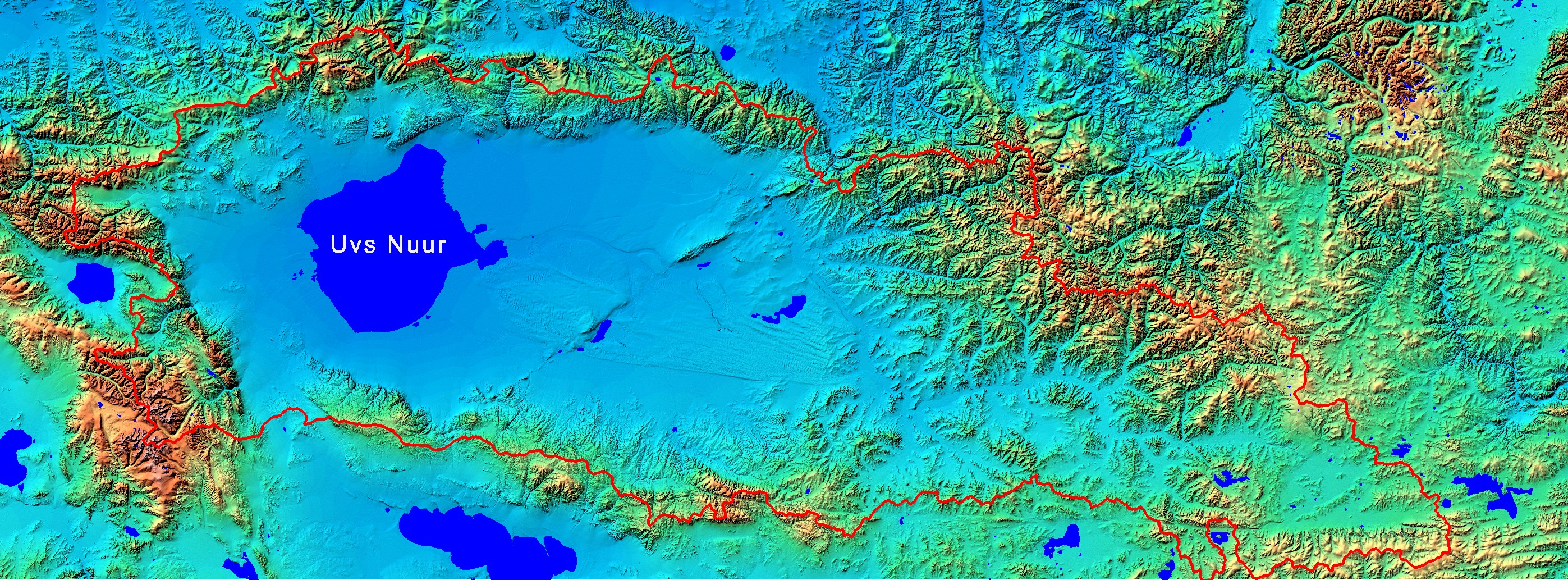
Цифровая модель рельефа бассейна озера Убсу-Нур.

Это замкнутый бессточный водоём площадью свыше 3350 км² на высоте 753 м, вода горько-солёная, напоминающая по вкусу морскую воду. Солёность воды варьирует в зависимости от удаления от устий впадающих в озеро рек, составляя в среднем около 18,5 — 19,7 г/л, что примерно соответствует средней солёности Чёрного моря и примерно в 2 раза меньше, чем в Мировом океане. Ионный состав соли в основном представлен сульфатами и натрием. Озеро является результатом усыхания внутреннего водоёма, чья площадь в ледниковый период достигала 16 тыс. км². Интересно расположение озера: с двух сторон к озеру примыкают сильно разветвлённые заболоченные дельты рек, спускающихся с гор, с других — подножия хребтов и песчаные массивы. С юга Убсу-Нур отделён от остальных озёр котловины небольшим хребтом Хан-Хухийн-Нуруу. На востоке расположена обширная покрытая тростником заболоченная дельта главной питающей реки Тес-Хем, собирающей воду с подавляющей части Убсу-Нурской котловины — северной части котловины Больших озёр. С октября по май озеро покрывается льдом. Летом градиент температуры составляет от 25 °C на поверхности до 19 °C на дне.

### Российский сектор
Российский сектор Убсу-Нура расположен на юге Республики Тыва и занимает порядка 0,3 % всей площади озёрного зеркала (12 км²). Протяжённость российской береговой линии достигает 10 км. В этом месте к озеру бегут воды рек Ирбитей, Холу и Оруку-Шина, теряющиеся в солёных топях и заболоченных низинах. На российской территории начинаются также и многие другие реки, впадающие в озеро уже на территории Монголии.

## Климат, флора и фауна
Озеро находится на геоклиматической границе между Сибирью и Центральной Азией. Годовое колебание температуры воздуха может составлять от −58 °C зимой до 47 °C летом. В котловине озера существует особый котловинный тип климата, характеризующийся нарастанием аридности климата от периферии к центру котловины, что позволяет различным природным зонам существовать на ограниченном пространстве. В котловине, являющейся своего рода уникальной природной лабораторией, уже около десятилетия работает Убсунурский международный центр биосферных исследований.
Очень богат животный мир озерной котловины — здесь обитает 173 вида пернатых и 41 вид млекопитающих, включая таких редких животных как ирбис, аргали, сибирский горный козёл. 29 различных видов рыб обитает в озере Убсу-Нур, и один из них, алтайский осман (Oreoleuciscus potanini), употребляется в пищу человеком.